# Eocursor
Eocursor („Läufer der Morgendämmerung“) ist eine Gattung der Dinosaurier und ein sehr früher und ursprünglicher Vertreter der Vogelbeckensaurier (Ornithischia). Das bislang einzige Exemplar wurde bereits 1993 in Südafrika aus einer Schicht der Unteren Elliot-Formation (Obertrias, spätes Norium oder Rhaetium) geborgen. Anhand dieses Exemplars, das sowohl einige Schädelknochen als auch einige Knochen des Postkraniums umfasst, erfolgte 2007 die wissenschaftliche Erstbeschreibung der bislang einzigen bekannten Art unter dem Namen Eocursor parvus. Trotz seiner fragmentarischen Überlieferung, handelt es sich bei Eocursor dennoch um den am vollständigsten erhaltenen triassischen Vogelbeckensaurier.
Sehr frühe Vogelbeckensaurier sind bislang generell nur durch sehr wenige Funde bekannt, weshalb Eocursor für das Verständnis der frühen Evolution dieser Gruppe von großer wissenschaftlicher Bedeutung ist.

## Etymologie
Der Name Eocursor parvus (gr. eos – „Morgendämmerung“; lat. cursor – „Läufer“; lat. parvus – „klein“) bedeutet so viel wie „kleiner Läufer der Morgendämmerung“ und verweist auf die entwicklungsgeschichtliche Stellung, die Fähigkeit zum schnellen Laufen und auf die geringe Körpergröße dieses Vogelbeckensauriers.

## Beschreibung
Eocursor war ein leicht gebauter, zweibeiniger Dinosaurier mit einer geschätzten Länge von etwa einen Meter und einer Hüfthöhe von etwa 30 Zentimetern. Es handelte sich vermutlich um einen schnellen Läufer, worauf die Proportionen der Beinknochen weisen. Der allgemeine Körperbau gleicht dem der unterjurassischen Vogelbeckensaurier wie Lesothosaurus und Scutellosaurus, die sich wiederum alle im Habitus nur geringfügig von zeitgenössischen Echsenbeckensauriern unterschieden. Die Hand war allerdings vergleichsweise robust und verlängert und ähnelt damit jener der Heterodontosauridae, einer relativ spezialisierten Gruppe ursprünglicher Vogelbeckensaurier. Die Morphologie der dreieckigen Zähne weist darauf hin, dass sich Eocursor zumindest teilweise von Pflanzen ernährt hat.
Mit seinem nach hinten-unten gerichteten Schambein (opisthopubisches Becken) und einem deutlich ausgeprägten Präpubis, d. h. einem nach vorne weisenden Fortsatz am oberen (proximalen) Ende des Schambeins, zeigt Eocursor Schlüsselmerkmale der Vogelbeckensaurier.

## Einzelheiten zum Erstfund
Die bisher einzigen Überreste von Eocursor entstammen einem drei Meter mächtigen, massig ausgebildeten, dunkelrotbraunen Siltsteinhorizont im höchsten Teil der spättriassischen Unteren Elliot-Formation des Karoo-Hauptbeckens. Die Sedimente der Elliot-Formation gehen allgemein auf fluviale Ablagerung in trockenwarmem Klima zurück. Das genaue Alter der Fundschicht wird mit „?Norium“ angegeben. Diese Angabe beruht jedoch auf einer älteren chronostratigraphischen Gliederung der Obertrias, sodass neben dem obersten Norium auch das Rhaetium als Ablagerungszeitraum mit in Frage kommt. § Der Fundort befindet sich im Gebiet der Farm Damplaats 55 (ehemals Ladybrand District, heute Mantsopa Municipality) im Süden der südafrikanischen Provinz Freistaat.
Die Knochen, die disartikuliert (nicht in anatomischem Zusammenhang) vorgefunden wurden, schließen verschiedene Schädelknochen, verschiedene Wirbel, Schulterblatt und Vordergliedmaßen, Becken sowie Hintergliedmaßen mit ein. Das Material wird unter der Exemplarnummer SAM-PK-K8025 in der Sammlung des Iziko South African Museum in Kapstadt aufbewahrt.

## Systematik
Eocursor ist ein früher und ursprünglicher Vogelbeckensaurier. Das Resultat der Verwandtschaftsanalyse, die im Rahmen der Erstbeschreibung durchgeführt wurde, zeigt ihn als basalen aber nicht den basalsten Vertreter dieser Großgruppe, wobei ein Schwestergruppenverhältnis mit der gemeinsamen Gruppe der „höheren“ Vogelbeckensaurier (Genasauria) besteht:
|                         | † Pisanosaurus                                                                       |
|                         |                                                                                      |
|                         | † Heterodontosauridae                                                                |
|                         |                                                                                      |
|                         | \| \| † Eocursor \| \| \| \| \| \| † Genasauria („höhere“ Ornithischier) \| \| \| \| |
| Vorlage:Klade/Wartung/3 |                                                                                      |
|                         | † Eocursor                                                                           |
|                         |                                                                                      |
|                         | † Genasauria („höhere“ Ornithischier)                                                |
|                         |                                                                                      |

|  | † Eocursor                            |
|  |                                       |
|  | † Genasauria („höhere“ Ornithischier) |
|  |                                       |

|                         | † Pisanosaurus                                                                       |
|                         |                                                                                      |
|                         | † Heterodontosauridae                                                                |
|                         |                                                                                      |
|                         | \| \| † Eocursor \| \| \| \| \| \| † Genasauria („höhere“ Ornithischier) \| \| \| \| |
| Vorlage:Klade/Wartung/3 |                                                                                      |
|                         | † Eocursor                                                                           |
|                         |                                                                                      |
|                         | † Genasauria („höhere“ Ornithischier)                                                |
|                         |                                                                                      |

|  | † Eocursor                            |
|  |                                       |
|  | † Genasauria („höhere“ Ornithischier) |
|  |                                       |